# Alfândega Nova (Porto)

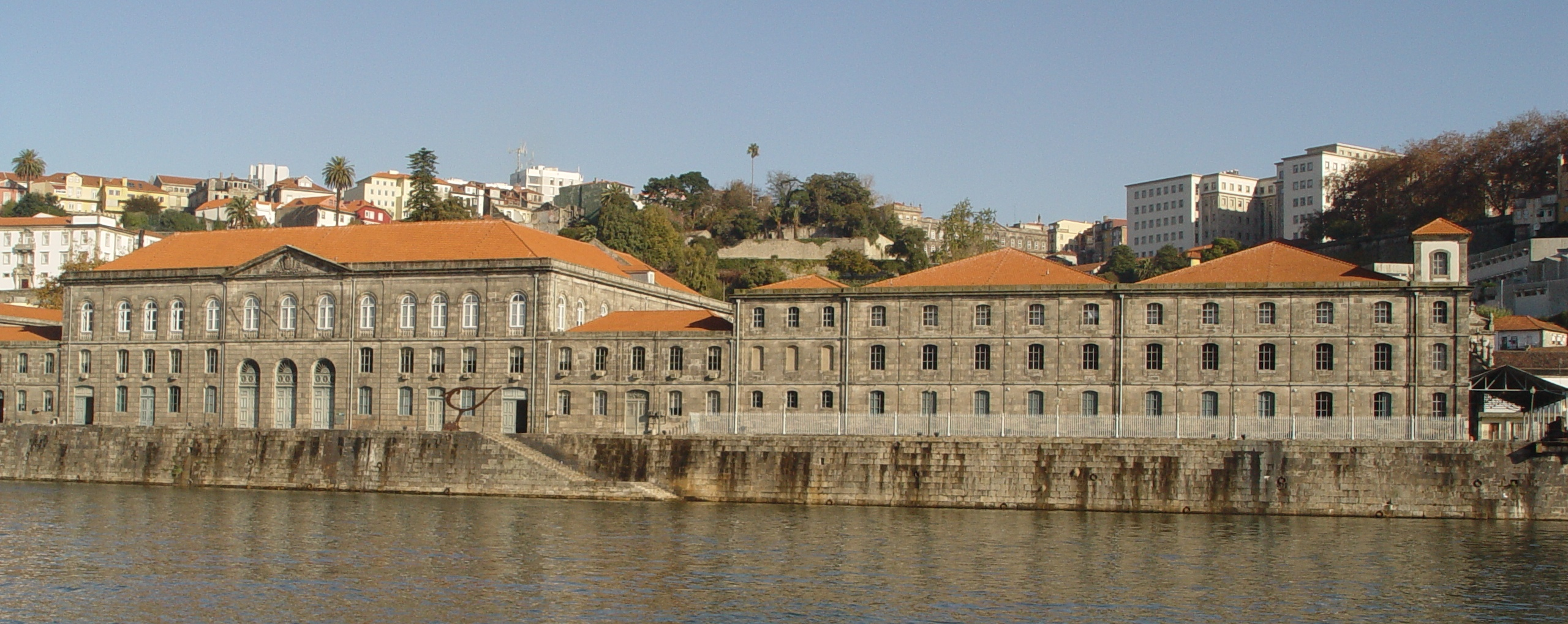
Alfândega Nova: detalhe.

A Alfândega Nova localiza-se na margem direita do rio Douro, na freguesia de Miragaia, na cidade e Distrito do Porto, em Portugal.

## História
O edifício foi mandado edificar a 25 de Setembro de 1859, na praia de Miragaia, segundo projecto do arquiteto francês Jean-François Colson, tendo o seu primeiro núcleo sido inaugurado em 1869 e terminada a construção dez anos mais tarde.
A sua edificação implicou a construção da enorme plataforma do cais onde assenta a Alfândega e que substituiu a antiga praia de Miragaia. Complementarmente, de forma a facilitar o transporte de mercadorias, a Alfândega e a Estação de Campanhã foram ligadas por um ramal de caminho de ferro (Ramal da Alfândega) em 1888, tendo ainda sido aberta a rua Nova da Alfândega.
Este conjunto de modificações é por muitos considerada como uma das mais profundas alterações urbanísticas e paisagísticas da cidade do Porto no século XIX.
O conceito do edifício compreendia não apenas as infra-estruturas para a entrada e saída de mercadorias, mas também diversas estruturas de apoio tais como armazéns, vias-férreas, plataformas giratórias que facilitassem o movimento dos vagões e guindastes.
A partir da década de 1990, conheceu intervenção de restauro e requalificação com projeto do arquiteto Eduardo Souto de Moura, passando a abrigar um Centro de Congressos, o Museu de Transportes e Comunicações e a sede da Associação Museu de Transportes e Comunicações (AMTC), instituição privada sem fins lucrativos criada em Fevereiro de 1992, com a missão de preservar o edifício da antiga Alfândega do Porto, assim como todo o património na área dos transportes e comunicações.

## Características
A utilização de técnicas construtivas, consideradas inovadoras à época, tornaram este edifício num dos mais robustos e simbólicos da cidade. Apresenta uma área de 36.000 metros quadrados, sendo composto por três corpos principais, com uma disposição de fachadas claramente demonstrativa das suas funções.